# Лесицко
Лесицко — деревня в Печорском районе Псковской области России. Входит в состав сельского поселения «Новоизборская волость».
Расположена к югу от Лесицкого озера, в 5 км к северу от волостного центра, деревни Новый Изборск.

## Население
Численность населения деревни на конец 2000 года составляла 59 жителей.
| 2001 | 2002 | 2010 |
| ---- | ---- | ---- |
| 59   | ↘39  | ↘38  |

## Известные уроженцы
- Ольга Васильевна Мазанцева — доярка совхоза «Новоизборский», Герой Социалистического Труда (1986).